# 单维楷
单维楷（？—1854年6月22日），字式斋，号砚农，顺天府宝坻县人，清朝湖北试用知县，防御太平天国西征中阵亡于武昌武胜门，追封云骑尉。

## 生平
生于直隶省顺天府宝坻县小单庄（今天津市宝坻区林亭口镇小单庄）。道光十五年乙未恩科顺天府乡试中举，初任咸安宫官学教习。后往湖北省任试用知县。咸丰四年，奉命防守宾阳门垛口。同年农历六月初二，受命前往湖南催饷，出城时于武胜门遭遇太平军，遂与之交战，击杀数人，终因力竭战死。其家丁王升、安太同于此战中身亡。因功加知府衔世袭云骑尉。

## 家族
曾祖：单祖熏，候选州同
祖父：单师夔，考职州同
父亲：单濯，州吏目
母亲（生母）：曹氏
母亲：
- 王氏，胞伯：单源，从九品；单沄，浙江县丞；单濂，庠生，刑部司狱；单治，庠生。
- 王氏：胞姪，单炳悌。

胞兄：单维模，嘉庆已卯（1819年）举人。
妻：曹氏
子：单炳孝；单瑛，云骑尉
孙：单祖基，云骑尉